# Bygningskonstruktør
En bygningskonstruktør har en professionsbachelorgrad i bygningskonstruktion. Uddannelsen varer 3½ år med afstigningsmulighed efter to år som byggetekniker.
Der er ca. 8.000 uddannede bygningskonstruktører i Danmark. Hovedparten er beskæftiget i byggebranchen. De har ofte ledende stillinger i rådgivende, udførende og kontrollerende bygge-, anlægs- og ejendomsvirksomhed, og inden for offentlig administration. 
Bygningskonstruktøren varetager meget forskelligartede jobtyper i mange brancher på alle niveauer:
- planlægger, projekterer og koordinerer byggerier
- konstruerer og tegner bygninger
- formidler og dokumenterer byggesager
- laver tidsplaner og budgetter
- tilsyn, drift og vedligehold af bygninger
- energiprojektering og -beregning
- overslagsberegning af konstruktioner.

Bygningskonstruktører kan fx arbejde på arkitekt- og ingeniørtegnestuer, i entreprenørvirksomheder, bygningskomponentfirmaer, i forsikringsbranchen, i ejendomsselskaber eller i forskellige grene af den offentlige administration

## Historie
Konstruktøruddannelsen er, sammenlignet med arkitekter og ingeniører, den største uddannelse til byggeriet.
Selve faget "bygningskonstruktør" kan spores tilbage til 1882, hvor man begyndte at undervise bygmestre blandt andet i materialelære og i at tegne.
I 1934 fik Bygmesterskolens dimittender titlen ”bygningskonstruktør”, og i 1960 skiftede"Bygmesterskolerne navn til ”bygningskonstruktørskoler”.
Uddannelsen blev i 1967 forlænget fra en 2½ års uddannelse til en 3½ års uddannelse, og den blev i 2001 anerkendt som en professionsbachelor på linje med andre mellemlange videregående uddannelser.

## Om studiet
Studiet er en SU-berettiget professionsbacheloruddannelse, der udbydes på professionshøjskoler og erhvervsakademier.
Kravet til optagelse er en relevant erhvervsuddannelse eller en gymnasial uddannelse, eller kombineret med specifikke adganskrav.
Studiet varer 7 semestre, og er struktureret som følger:
- 1. semester: Hus og grund 1-2 plan
- 2. semester: Hus og grund 2-3 plan
- 3. semester: Industribyggeri og præfabrikerede elementer
- 4. semester: Etagebyggeri bolig/erhverv
- 5. semester: Renovering og ombygning
- 6. semester: Praktik (20 uger)
- 7. semester: Specialerapport og afgangsprojekt